# Uwe Barschel

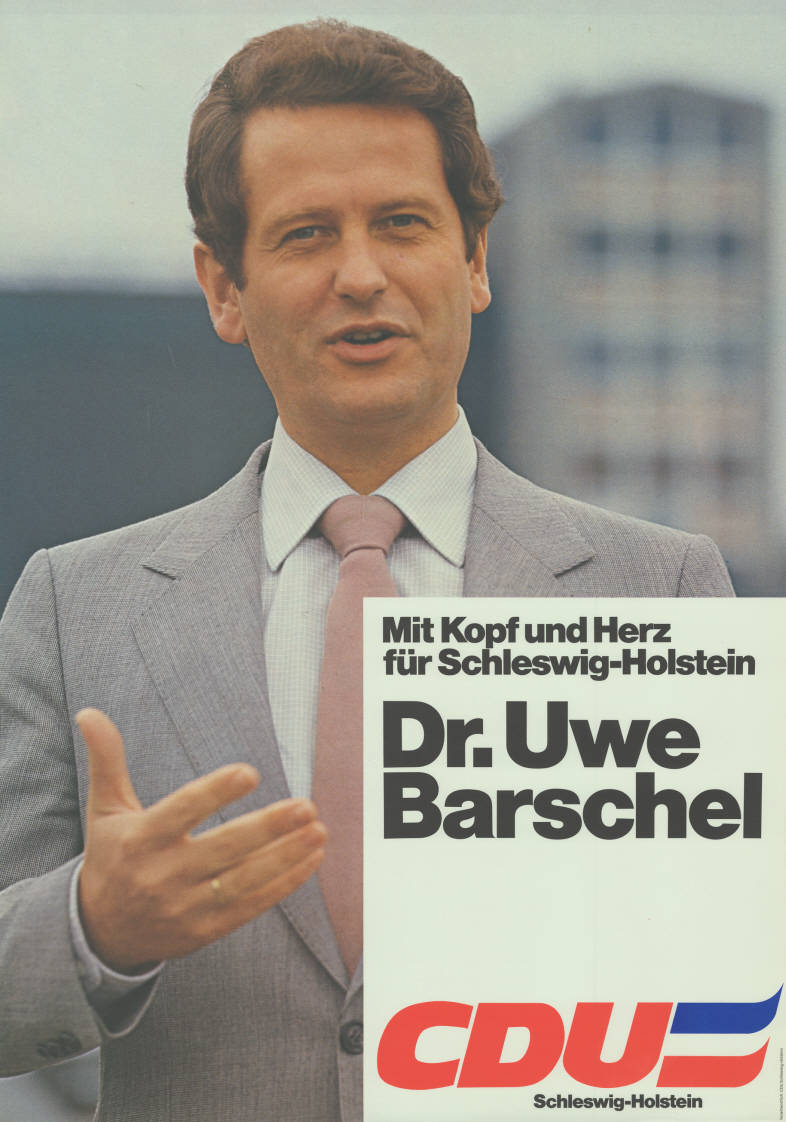
Uwe Barschel år 1979.

Uwe Barschel, född 13 maj 1944 i Glienicke/Nordbahn, död 11 oktober 1987 i Genève, var en tysk politiker (CDU) och förbundslandet Schleswig-Holsteins ministerpresident 1982–1987. Barschel avgick till följd av den politiska skandalen Barschel-affären och påträffades den 11 oktober 1987 död på hotellet Beau-Rivage i Genève. 

## Liv
Uwe Barschel föddes den 13 maj 1944 i Glienicke vid Berlin. Inför den framryckande Röda armén flydde modern med sina tre barn till Schleswig-Holstein; fadern stupade förmodligen i slaget om Berlin 1945. Modern jobbade som sömmerska. Vid 16 års ålder blev Barschel medlem i Junge Union; två år senare gick han med i CDU.
Redan under sin skoltid beskrevs Barschel som "karriärorienterad". Han blev så småningom ordförande i elevkåren på Geesthachter Gymnasium och vållade 1963 en större skandal när han bjöd in Adolf Hitlers efterträdare Karl Dönitz som hade styrt Tredje riket i drygt en vecka mellan Hitlers död den 30 april och Nazitysklands kapitulation. Under sitt besök höll Dönitz en föreläsning inför gymnasiets elever och lärare, där han presenterade sin okritiska syn på nazismen och drev tesen att soldaten måste göra sin plikt, oavsett vilket slags krig det är. När en lokaltidning skrev en helsidesreportage om föreläsningen utvecklades händelsen till en skandal som blev förstasidesstoff i de rikstäckande tidningarna, där även skolans rektor Georg Rühsen hamnade i skottgluggen. Att Rühsen inte tyckte att Dönitz uppträdande var särskilt anmärkningsvärt ökade pressen på honom desto mer, framförallt när han förklarade att han ville lösa frågan "internt". Rühsens kropp påträffades den 25 april i floden Elbe där han hade dränkt sig.
Barschel blev medlem i CDU 1962 och var ordförande för ungdomsförbundet Junge Union i Schleswig-Holstein 1967–1971. Från 1971 satt han i lantdagen, 27 år gammal. År 1979 blev Barschel utnämnd till finansminister och samma år till inrikesminister i Schleswig-Holstein. När Gerhard Stoltenberg år 1982 blev finansminister i förbundsregeringen, valdes Barschel till ny ministerpresident.

## Barschelaffären

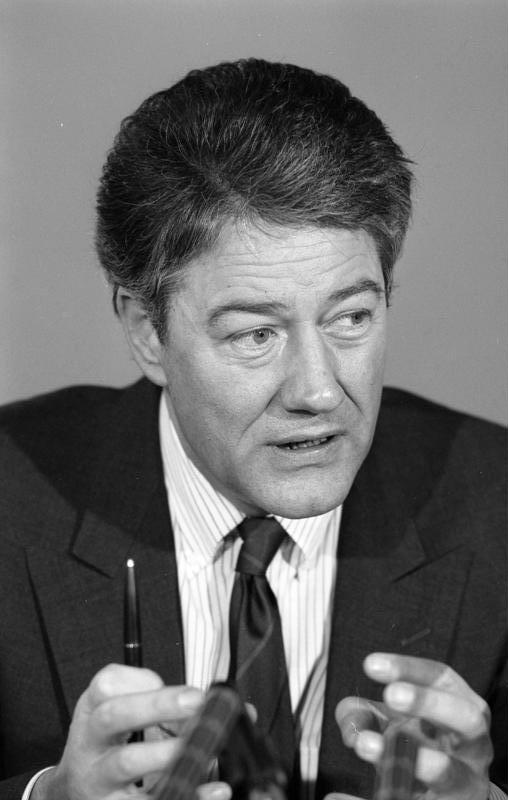
Björn Engholm.

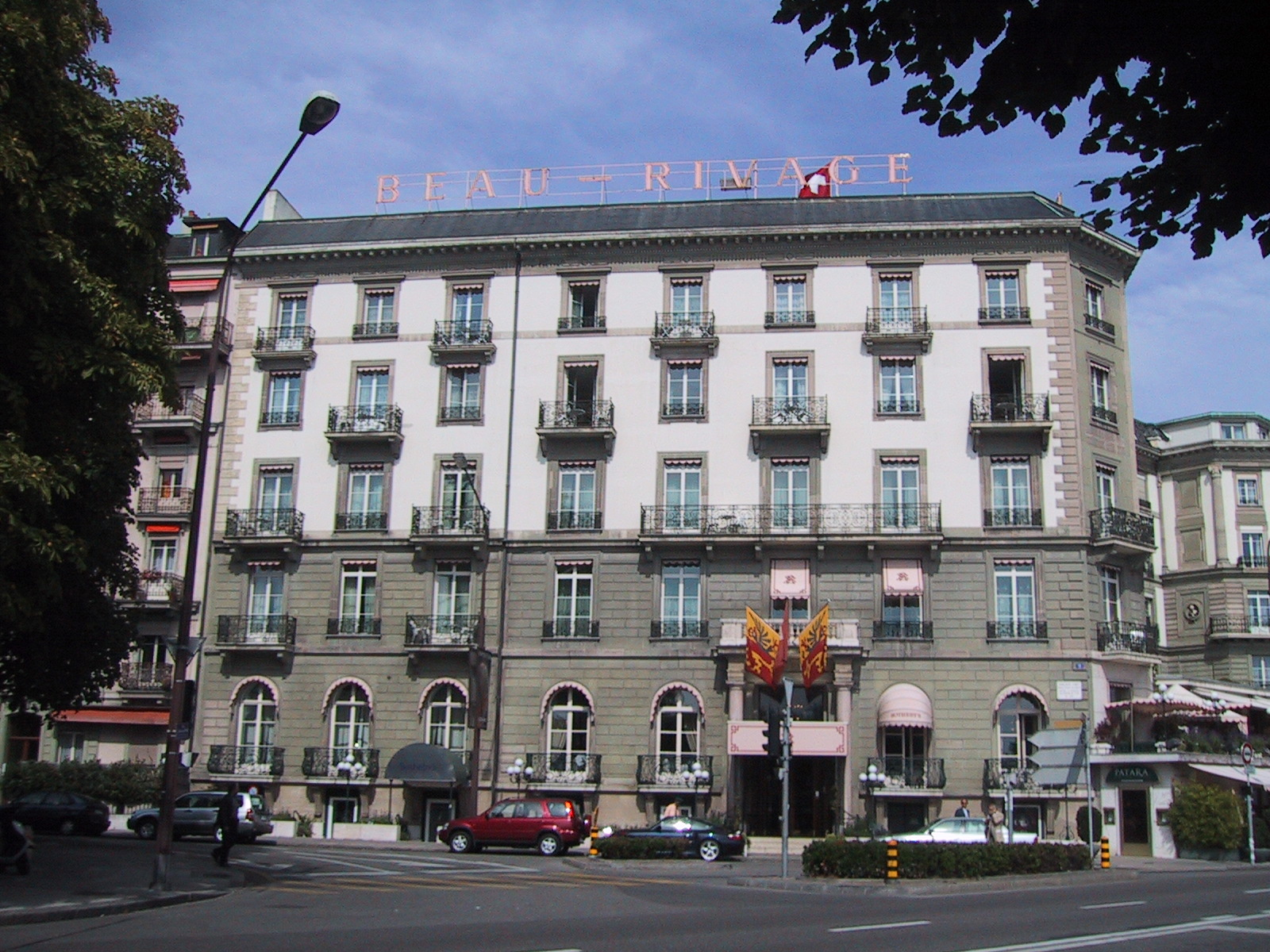
Hotellet Beau-Rivage i Genève.

I januari 1987 riskerade CDU och Uwe Barschel att förlora delstatsvalet i Schleswig-Holstein för första gången sedan 1950 mot den karismatiske SPD-kandidaten Björn Engholm. För att avvärja nederlaget engagerade Barschel journalisten Reiner Pfeiffer som fick i uppdrag att diskreditera Engholm. Engholm anmäldes av Pfeiffer anonymt för skattefiffel, dock utan framgång. Pfeiffer försökte sedan att bevisa att Engholm hade homosexuella böjelser, inklusive ett påhittat samtal till Engholm där Pfeiffer påstod sig vara läkare som hade bevis för att SPD-politikern bar på AIDS-viruset. Men även detta misslyckades. Till sist planerades det att bugga Björn Engholms telefon, vilket dock aldrig verkställdes. På grund av likheterna med Watergateaffären blev affären känd som Waterkantgate. Om det var Pfeiffer själv som agerade eller om ordern kom från Barschel uppklarades aldrig. En första utredning fastställde att Barschel hade vetat om Pfeiffers åtgärder. En andra utredning, som tillsattes i början på 1990-talet, konstaterade dock att Barschel inte visste något om Pfeiffers kriminella gärningar.
När SPD:s kommunikationschef fick reda på Pfeiffers åtgärder hörde han av sig till veckotidningen Der Spiegel i början av september. Lördagen den 12 september 1987, en dag före valet den 13 september, berättade riksmedia om Barschelaffären som Der Spiegel skulle ha på förstasidan måndagen den 14 september. Valet slutade med ett stort nederlag för CDU som backade från cirka 49 procent till drygt 42 procent. På presskonferensen den 18 september 1987 kulminerade skandalen i Barschels uttalande: 
| ”                                 | Förutom dessa edsvurna försäkringar som ni strax ska få ta del av ger jag medborgarna i Schleswig-Holstein och hela den samlade tyska allmänheten mitt hedersord – jag upprepar: mitt hedersord – på att de anklagelser som har riktats mot mig är grundlösa. | „ |
| – Uwe Barschel, 18 september 1987 | |   |

Men de följande veckorna tappade Barschel alltmer sitt stöd inom partiet vilket ledde till hans avgång den 2 oktober 1987. Efter avgången reste Barschel med sin familj till Gran Canaria som han lämnade lördagen den 10 oktober för att flyga till Genève, enligt egen utsago för att träffa en viss "Roloff" som skulle hjälpa Barschel mot Pfeiffers anklagelser. Stern-reportern Sebastian Knauer anträffade politikern påklädd och död i badkaret i hotellet Beau-Rivage i Genève den 11 oktober 1987. Den efterföljande undersökningen kantades av diverse misstag, exempelvis hade man glömt att mäta kroppstemperaturen vilket betyder att man egentligen aldrig fick reda på när exakt Barschel dog.

## Teorier om Barschels död
Det finns flera teorier kring Barschels död. Vad som är klarlagt är att hans död vållades av flera olika medikament som Barschel hade tagit på kvällen, men frågan är om det var självmord eller mord. Den schweiziska polisen utgår ifrån att det har varit självmord, medan andra hävdar att det var mord.
Så påstod till exempel Mossadagenten Victor Ostrovsky att Mossad dödade Barschel för att han inte ville stödja vapenförsäljningar mellan Iran och Israel som skulle gå via Schleswig-Holstein. Irans före detta president Abolhassan Bani-Sadr stödjer denna tes, likaså den schweiziske kemisten Klaus Brandenberger som menar att Barschel först bedövades innan han fick en dödlig dos sömnmedel.
En annan teori menar att östtyska Stasi har haft med mordet att göra. Denna teori kom upp eftersom Barschel ofta reste till DDR för att besöka Rostock och Warnemünde för att träffa medarbetare i Stasi. Teorin menar att Barschel var involverad i vapenförsäljningar som gick via DDR och som Barschel ville avslöja.
En tredje teori går ut på att CIA har varit involverat i mordet. Vapenhandlaren Dirk Stoffberg uttalade sig om att CIA-direktören Robert Gates skulle träffa Uwe Barschel i Genève. Strax innan Stoffberg skulle förhöras begick han självmord enligt den officiella utredningen.
År 2017 påstods det i boken Im Spinnennetz der Geheimdienste. Warum wurden Olof Palme, Uwe Barschel und William Colby ermordet? att det finns kopplingar mellan mordet på Uwe Barschel och mordet på Sveriges statsminister Olof Palme. Oklart är också varför Barschel överhuvudtaget befann sig i Genève. Journalisten Patrik Baab menar att Barschel var i Genève för att pressa fram pengar genom att hota avslöja sina kunskaper om diverse vapenaffärer som han själv hade varit involverad i. Pengarna skulle han enligt Baab använda för att starta ett nytt liv efter Barschelaffären. Vissa menar att det finns en koppling mellan mordet på Barschel och mordet på den svenska journalisten Cats Falck som påträffades död i Hammarbyhamnen den 29 maj 1985.